# Cyphia persicifolia
Cyphia persicifolia är en klockväxtart som beskrevs av Karel Presl. Cyphia persicifolia ingår i släktet Cyphia, och familjen klockväxter. Inga underarter finns listade i Catalogue of Life.